# 教育公務員特例法
教育公務員特例法（きょういくこうむいんとくれいほう、昭和24年1月12日法律第1号）は、公務員のうち教育を通じて国民全体に奉仕する教育公務員の職務とその責任の特殊性に基づく、教育公務員の任免、給与、分限、懲戒、服務および研修等に関する法律である。

## 構成
- 第一章　総則（第一条・第二条）
- 第二章　任免、人事評価、給与、分限及び懲戒
  - 第一節　大学の学長、教員及び部局長（第三条―第十条）
  - 第二節　大学以外の公立学校の校長及び教員（第十一条―第十四条）
  - 第三節　専門的教育職員（第十五条・第十六条）
- 第三章　服務（第十七条―第二十条）
- 第四章　研修（第二十一条―第二十五条の二）
- 第五章　大学院修学休業（第二十六条―第二十八条）
- 第六章　職員団体（第二十九条）
- 第七章　教育公務員に準ずる者に関する特例（第三十条―第三十五条）